# Thalaikoothal
Le thalaikoothal (tamoul : தலைக்கூத்தல், lit. « douche ») est une pratique traditionnelle de géronticide (assassinat de personnes âgées) ou d'euthanasie involontaire menée par des membres de la famille et qui est observée dans certains secteurs méridionaux (districts de Virudhunagar, Madurai et Theni) du Tamil Nadu en Inde.

## Méthodes
Habituellement, la victime reçoit un long bain à l'huile aux premières heures du matin puis son entourage lui fait boire de l'eau de coco issue de noix encore vertes, ce qui provoque une insuffisance rénale aiguë, une fièvre élevée et des convulsions, puis la mort au bout d'un jour ou deux,. Le rituel peut aussi inclure un massage de la tête à l'eau froide, ce qui refroidit la température corporelle, parfois au point de provoquer une insuffisance cardiaque. Une autre méthode consiste à boucher le nez de la victime et lui faire ingurgiter de force d'importantes quantités de lait de vache, ce qui provoque des difficultés respiratoires (la « thérapie du lait ») ou lui donner du poison.

## Fréquence
Même si le thalaikoothal est illégal en Inde, cette pratique est depuis longtemps socialement admise, à titre officieux, en tant que « mort miséricordieuse » et il est rare que la population alerte la police. Dans certains cas, la famille prévient les membres de la parenté en amont du thalaikoothal et il arrive que la victime elle-même en réclame l'application. Néanmoins, la tolérance sociale envers ce meurtre peut conduire à de graves abus : le sujet a été largement médiatisé au début des années 2010 quand un homme de 80 ans a pris la fuite en apprenant le sort qui l'attendait et quand il a entendu sa famille évoquer le « partage » de ses terrains ; l'homme a trouvé refuge chez un proche.
L'enquête a montré que le thalaikoothal est « largement répandu » dans les régions du sud du Tamil Nadu,. Des dizaines, voire des centaines de cas se produisent chaque année.

## Prévention
En 2010, après une alerte dans le district de Virudhunagar, l'administration a nommé une équipe de fonctionnaires pour veiller sur les aînés,.

## Dans la culture
- Le film K.D. Engira Karuppudurai (en), sorti en 2019, évoque le concept du thalaikoothal : une famille prépare le meurtre d'un homme âgé, qui se trouve dans le coma depuis des mois.
- Le film Baaram (en) met en scène le thalaikoothal.

### Documentation
- (en) Pyali Chatterjee, « Thalaikoothal: The Practice of Euthanasia in the Name of Custom », European Researcher, vol. 87,‎ décembre 2014, p. 2005-2012 (lire en ligne).